# Norman Jones (cầu thủ bóng đá)
Norman Edward Jones là một cầu thủ bóng đá người Anh of the 1920s.
Là người Liverpool, Jones được biết là có thời gian ngắn thi đấu cho Derby County mùa giải 1922-23, nhưng sau đó trải qua bốn mùa giải tại Gillingham (1923-27).